# Prince Frederick
La ville de Prince Frederick est le siège du comté de Calvert, situé dans le Maryland, aux États-Unis.